# A sztálini diktatúra áldozatainak listája
Az alábbi lista a Joszif Visszarionovics Sztálin szovjet diktatúrája által különböző módokon megölt vagy öngyilkosságba kergetett neves személyeket tartalmazza.

## Politikusok
- Mihail Vasziljevics Frunze – Kloroform-túladagolás, egyes vélemények szerint szándékosan és Sztálin utasítására. (1925)
- Genrih Grigorjevics Jagoda -  Kivégezték. (1938)
- Nyikolaj Ivanovics Jezsov – Kivégezték. (Valószínűleg 1940)
- Lev Boriszovics Kamenyev – Kivégezték. (1936)
- Szergej Mironovics Kirov – A legtöbb tudós szerint Sztálin utasítására tették el láb  alól. (1934)
- Kun Béla – Kivégezték vagy börtönben halt meg. (1938 vagy 1939)
- Grigorij Konsztantyinovics Ordzsonikidze – Beosztottjai és rokonai letartóztatása illetve kivégzése után öngyilkos lett. (1937)
- Georgij Leonyidovics Pjatakov – Kivégezték. (1937)
- Pogány József - Kivégezték. (1937)
- Karl Bernhardovics Radek – A gulagon halt meg. 1939)
- Alekszej Ivanovics Rikov – Kivégezték. (1938)
- Lev Davidovics Trockij – Egy NKVD ügynök jégcsákánnyal agyonverte.(1940)
- Nyikolaj Alekszejevics Voznyeszenszkij – Kivégezték. (1950)
- Grigorij Jevszejevics Zinovjev – Kivégezték. (1936)

## Katonák
- Mihail Nyikolajevics Tuhacsevszkij – Kivégezték (1937)
- Vaszilij Konsztantyinovics Blücher – Halálra kínozták (1938)
- Alekszandr Iljics Jegorov – Kivégezték (1939)

## Írók

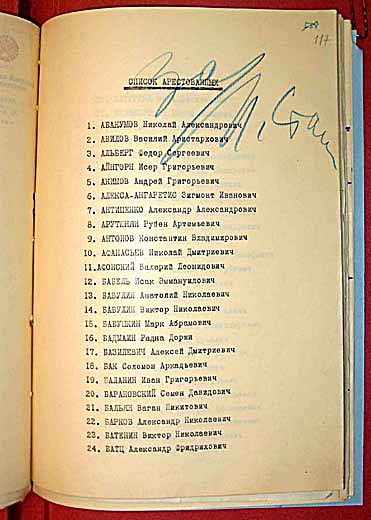
Sztálin „halállistája”, a 346 kivégzendő személy nevét tartalmazó jegyzék első oldala. Babel a 12-dik a listán.

- Iszaak Emmanuilovics Babel – Kivégezték. (1940)
- Oszip Emiljevics Mandelstam – A gulagon halt meg. (1938)

## Sakkozó
- Vladimirs Petrovs -  A gulagon halt meg. (1943)